# Bülstringen
Bülstringen település Németországban, azon belül Szász-Anhalt tartományban. Lakosainak száma 896 fő (2023. december 31.). Bülstringen Calvörde és Haldensleben községekkel határos.

## Népesség
A település népességének változása:
| Lakosok száma | 903  | 907  | 886  | 890  | 896  |
|               | 2017 | 2019 | 2021 | 2022 | 2023 |